# Kink 1111
De Kink 1111 is een eenmalige lijst met liedjes aller tijden van radiostation Kink FM. Omdat Kink FM 11 jaar bestond kon men stemmen op de beste liedjes aller tijden. Hier werd uiteindelijk een lijst met 1111 songs van gemaakt. Kink FM zond deze top 1111 uit van 1 oktober 2006 tot en met 8 oktober 2006. De lijst werd overdag gedraaid. 
De Kink 1111 is een alternatieve muzieklijst. Klassiekers als Bohemian Rhapsody en Hotel California ontbreken. Er staan opvallend veel nummers van de laatste jaren in de lijst. Men mocht op nummers stemmen die 1 jaar of ouder waren.

## Top 10
De top 10 van de Kink 1111, uitgezonden op 8 oktober 2006.
| #  | Artiest          | Titel                   |
| -- | ---------------- | ----------------------- |
| 1  | Radiohead        | Paranoid Android        |
| 2  | Pearl Jam        | Black                   |
| 3  | Nirvana          | Smells Like Teen Spirit |
| 4  | The Cure         | A Forest                |
| 5  | Metallica        | One                     |
| 6  | Depeche Mode     | Enjoy the Silence       |
| 7  | Joy Division     | Love Will Tear Us Apart |
| 8  | Blur             | Song 2                  |
| 9  | Muse             | Bliss                   |
| 10 | System of a Down | Chop Suey!              |